# Гостиничный бизнес КНР

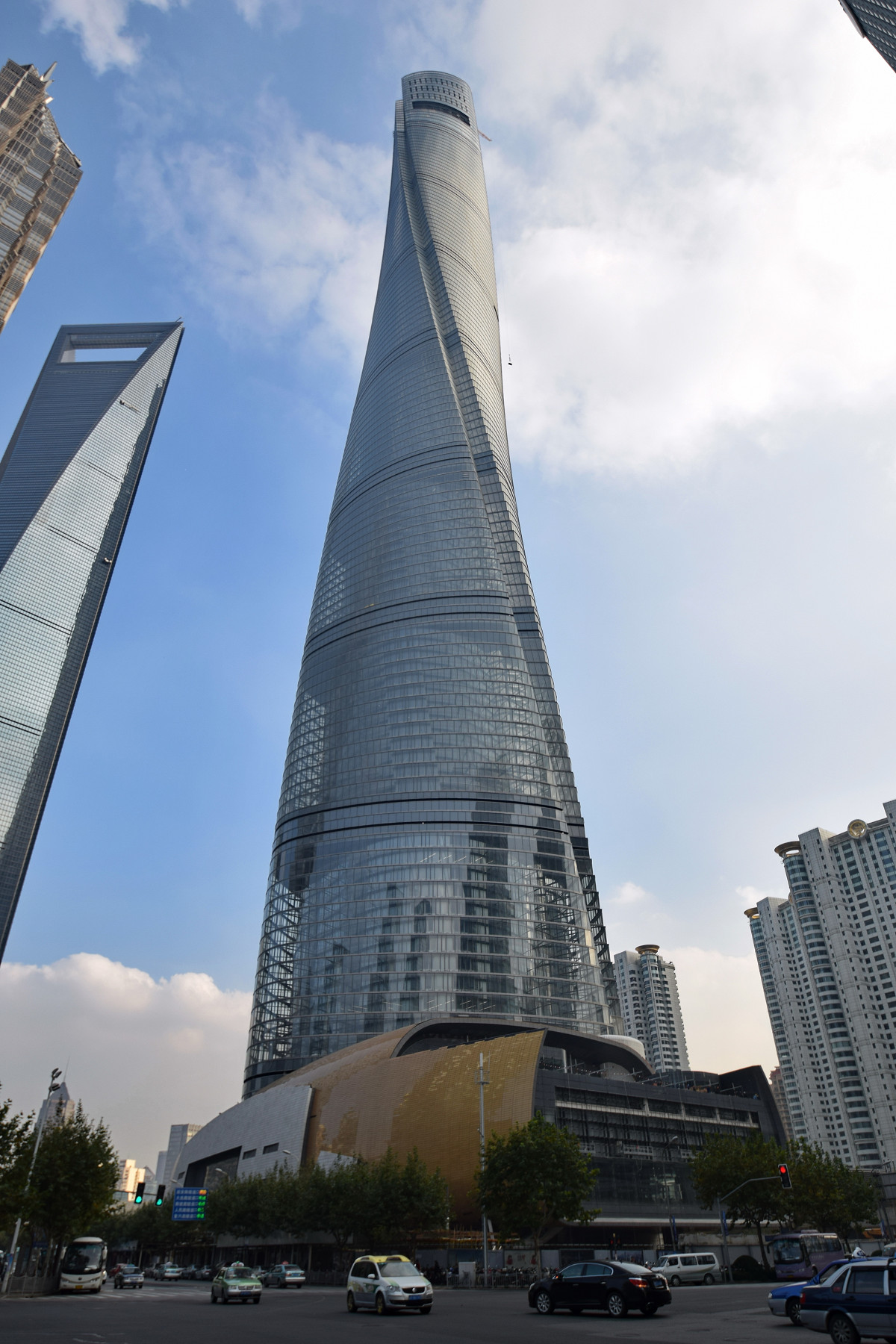
Шанхайская башня, часть которой занимает гостиница сети J. Hotel

Гостиничный бизнес является важным сектором сферы услуг Китая. По китайской классификации он относится к внутренней торговле (наряду с такими отраслями, как оптовая и розничная торговля, общественное питание и жилищные услуги). Основу гостиничного бизнеса в городах Китая составляют сетевые отели, имеющие классификацию в виде звёздной системы. В сельской местности преобладают семейные гостевые дома и хостелы. Основной доход гостиничного бизнеса приходится на сдачу номеров и услуги общественного питания, незначительная часть дохода припадает на дополнительные услуги (трансфер, бронирование билетов и экскурсий, розничная торговля, услуги спа-салонов, спортзалов и конференц-залов, проведение различных мероприятий).    

## История

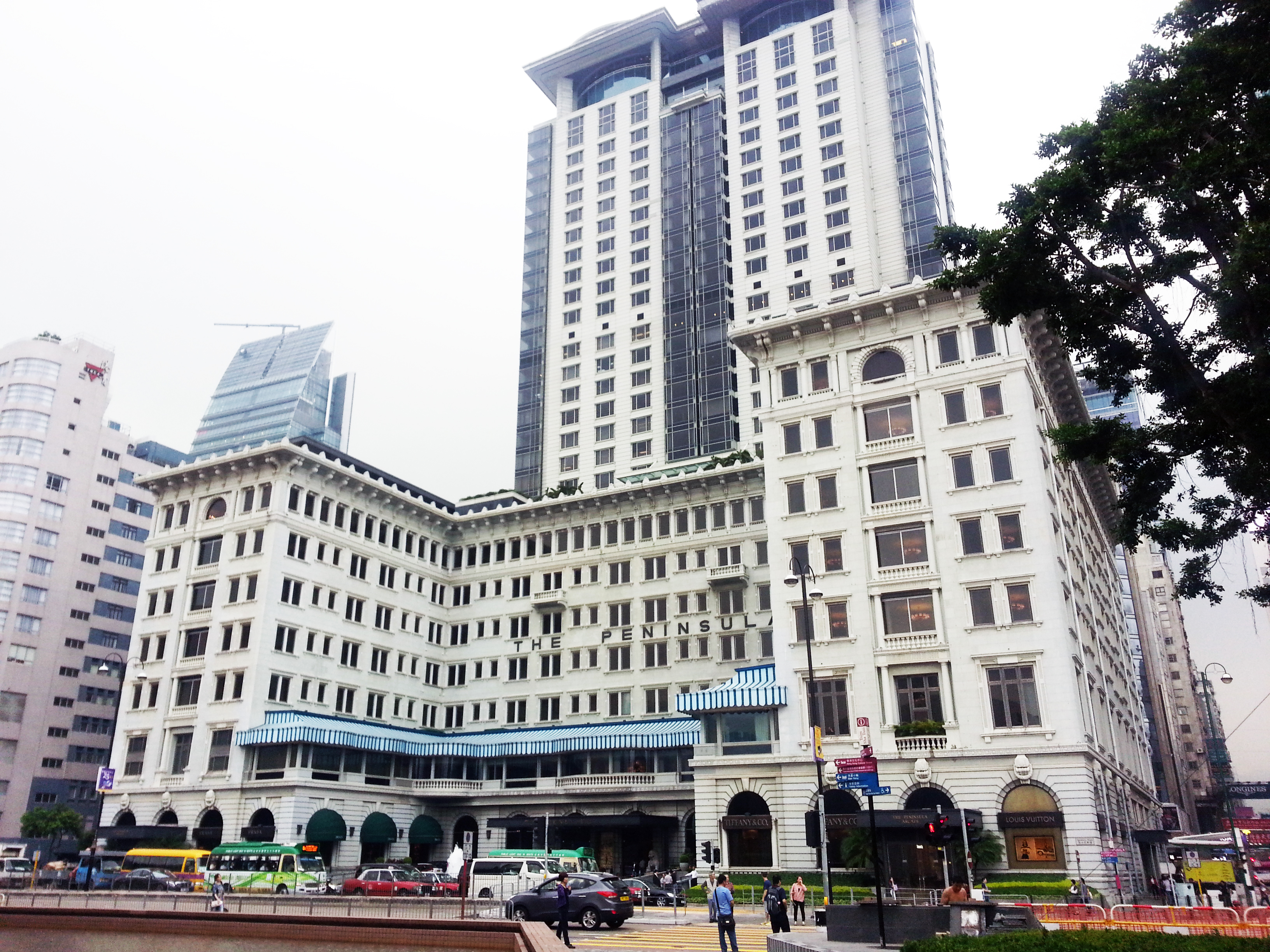
Гонконгский отель The Peninsula, открывшийся в 1928 году

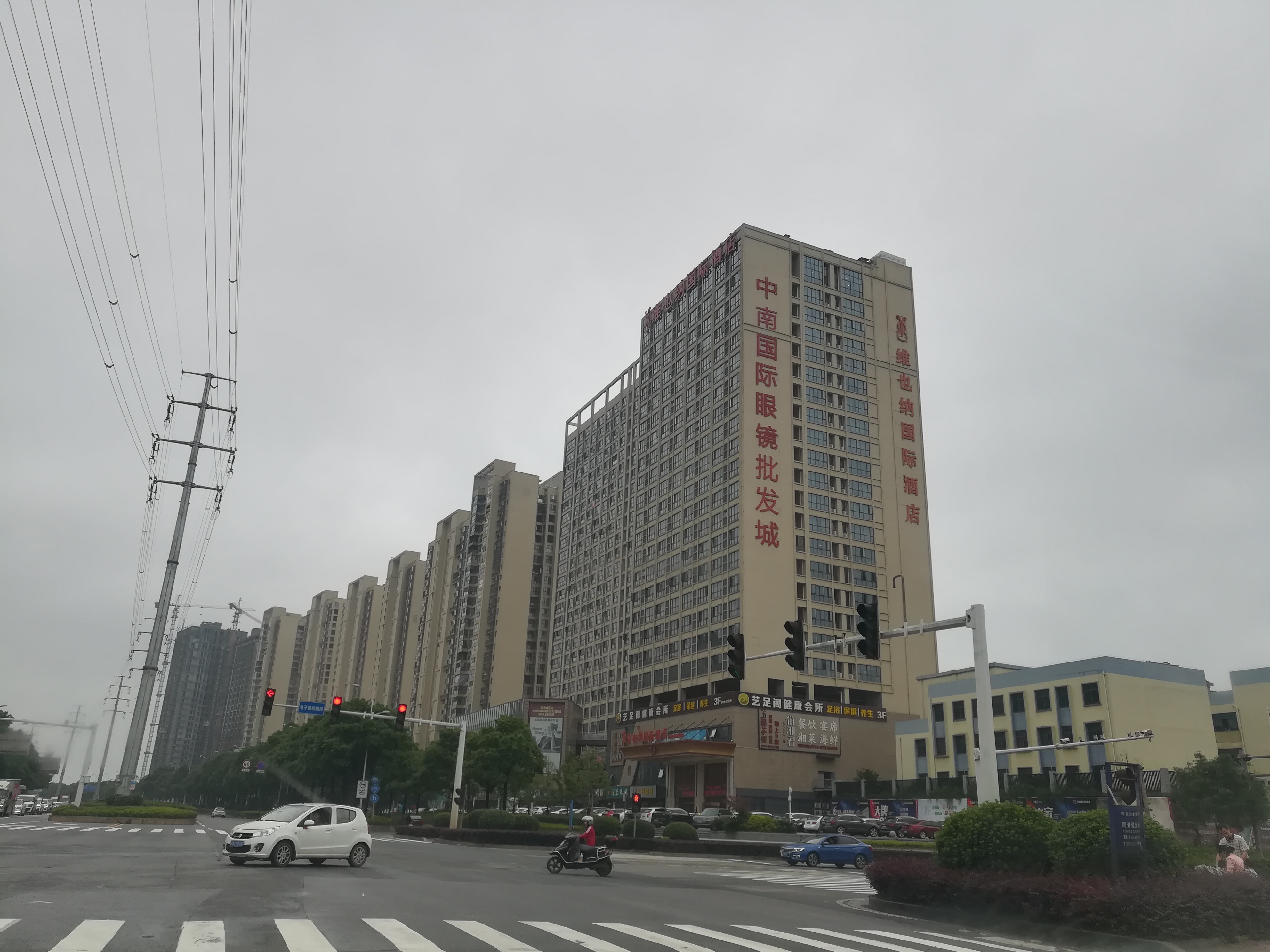
Отель сети Vienna в городе Чанша

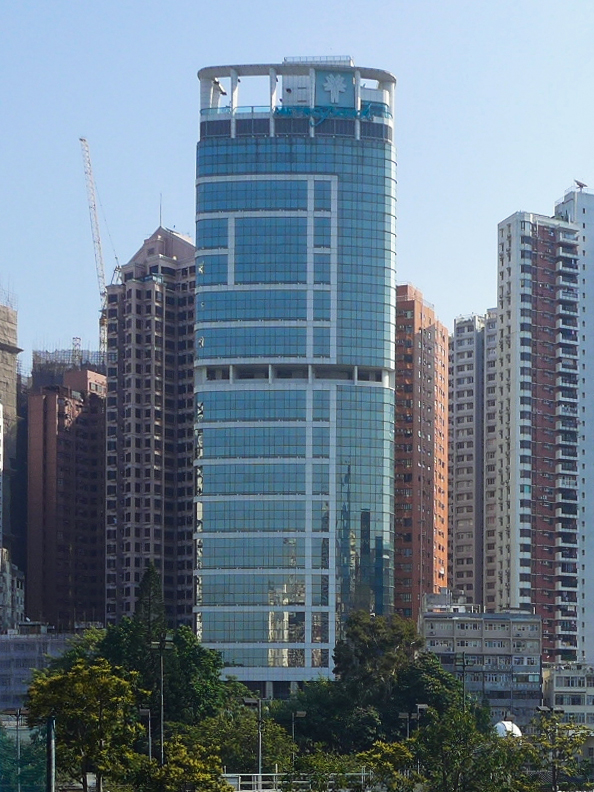
Отель сети Metropark в Гонконге

В 1990-х годах на рынок материкового Китая вышли крупнейшие международные гостиничные операторы и начали формироваться первые китайские гостиничные сети. По состоянию на конец 2013 года крупнейшими гостиничными сетями Китая являлись:
- Home Inns & Hotels (Шанхай, сеть Home Inn) — 262 321 номер.
- Jin Jiang International (Шанхай, сети Jin Jiang Inn, JJ Collection, Metropolo и J. Hotel) — 235 461 номер.
- Plateno Hotels Group (Гуанчжоу, сеть 7 Days Inn) — 166 446 номеров.
- China Lodging Group (Шанхай, сети Hanting Inn и Hanting Express) — 152 879 номеров.
- GreenTree Inns (Шанхай, сеть GreenTree Inn) — 110 662 номера.
- New Century Hotels and Resorts (Ханчжоу, сеть New Century) — 42 000 номеров.
- Jinling Hotels and Resorts (Нанкин, сеть Jinling) — 35 747 номеров.
- Shangri-La Hotels and Resorts (Гонконг, сети Shangri-La, Kerry и Traders) — 34 803 номера.
- HK CTS Hotels (Пекин, сети Grand Metropark, Metropark, Traveler Inn и Traveler Inn Express) — 28 908 номеров.
- Vienna Hotel Group (Шэньчжэнь, сети Vienna, Vienna International, Vienna Apartment, 3 Best Inn, Venus и Venus Royal) — 22 591 номер.

В 2015 году среди гостиничных сетей Китая из первой десятки произошло несколько крупных слияний и поглощений. Летом 2015 года шанхайский оператор Jin Jiang International приобрёл за 290 млн долларов 80 % акций Vienna Hotel Group, а осенью 2015 года купил за 1,3 млрд долларов контрольный пакет Plateno Hotels Group, которая контролировала сеть бюджетных отелей 7 Days Inn. В конце 2015 года государственная Beijing Tourism Group приобрела сеть бюджетных отелей Home Inn за 1,7 млрд долларов. 
По состоянию на конец 2018 года в Китае насчитывалось 10 249 звездочных отелей, включая 843 пятизвездочных; в них было занято более 1 млн сотрудников. По итогам 2018 года общая выручка звездочных отелей в стране превысила 209 млрд юаней (около 30 млрд долл. США); поступления от сдачи в аренду гостиничных номеров составили 44,67 % от общей выручки, а услуги общественного питания — 40 %. Около 24 % звездочных отелей Китая были государственными. Больше всего звездочных отелей насчитывалось в провинции Гуандун (598), за которой следовали провинции Чжэцзян (548) и Шаньдун (544). 
В конце 2019 года и первой половине 2020 года из-за карантина, введённого в связи с пандемией COVID-19, многие гостиничные сети Китая понесли значительные убытки, сократили число гостиниц и уволили часть персонала. Но некоторые сети, особенно бюджетные и сети среднего класса, наоборот увеличили число гостиниц и номеров. Власти Китая оказали финансовую поддержку гостиничному бизнесу страны, в том числе ослабили налогообложение и нагрузку на социальное страхование.
По состоянию на начало 2020 года отели среднего масштаба имели в общей сложности около 2,81 млн номеров, что составляло 16 % от общего количества номеров Китая. В городах первого и второго уровня 264 тыс. отелей являлись небольшими объектами с менее чем 70 номерами; только 9 % из них присоединились к гостиничным сетям, остальные работали под собственным брендом. В городах третьего и четвёртого уровней располагалось 223 тыс. бюджетных (эконом) отелей.
В первом полугодии 2022 года в Китае было совершено свыше 1,45 млрд внутренних туристических поездок (1,09 млрд туристических поездок совершили горожане, а 364 млн — сельские жители); доходы от внутреннего туризма за указанный период достигли 1,17 трлн юаней (около 173 млрд долларов США).

## Китайские сети

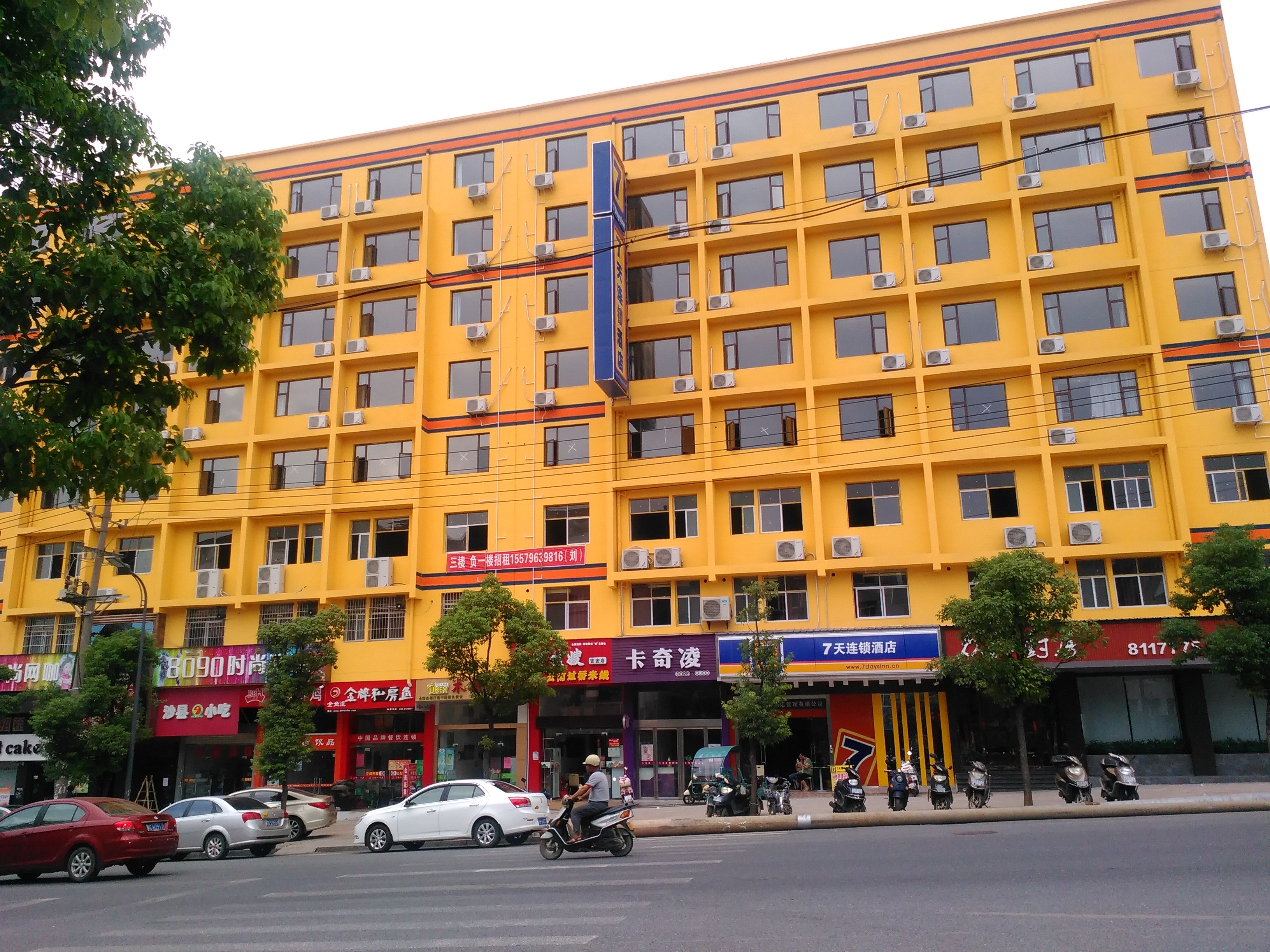
Отель сети 7 Days в городе Цзиань

Крупнейшими гостиничными операторами материкового Китая являются Jin Jiang International (сети J. Hotel, Jin Jiang Inn, 7 Days, Vienna, Golden Tulip и Radisson), Huazhu Hotels Group (сети Hanting, JI Hotel, Starway и Joya) и BTG Hotels (сеть Home Inn).
Ведущие гостиничные сети по числу отелей:
| Место в рейтинге | Компания                                 | 2020 год | 2019 год |
| ---------------- | ---------------------------------------- | -------- | -------- |
| 1                | Jin Jiang International (Шанхай)         | 10 695   | 10 020   |
| 2                | Huazhu Hotels Group (Шанхай)             | 6789     | 5618     |
| 3                | Sunmei Group (Циндао)                    | 5000     | 2988     |
| 4                | BTG Hotels / Home Inn (Пекин)            | 4895     | 4450     |
| 5                | GreenTree Inns (Шанхай)                  | 4340     | 3178     |
| 6                | Dossen International (Гуанчжоу)          | 3025     | 3062     |
| 7                | Zhuyou Hotel Group (Ханчжоу)             | 675      | 797      |
| 8                | New Century Hotels and Resorts (Ханчжоу) | 598      | 455      |
| 9                | Narada Hotel Group (Ханчжоу)             | 190      | 165      |
| 10               | HK CTS Hotels (Пекин)                    | 178      | 173      |
| 11               | Jinling Hotels and Resorts (Нанкин)      | 151      | 136      |
| 12               | Funyard Hotels and Resorts (Фошань)      | 137      | 88       |
| 13               | Shangri-La Hotels and Resorts (Гонконг)  | 103      | 103      |

Ведущие гостиничные сети по числу номеров:
| Место в рейтинге | Компания                                 | 2020 год  | 2019 год  |
| ---------------- | ---------------------------------------- | --------- | --------- |
| 1                | Jin Jiang International (Шанхай)         | 1 132 911 | 1 081 230 |
| 2                | Huazhu Hotels Group (Шанхай)             | 652 162   | 536 876   |
| 3                | BTG Hotels / Home Inn (Пекин)            | 432 453   | 414 952   |
| 4                | GreenTree Inns (Шанхай)                  | 315 335   | 246 216   |
| 5                | Dossen International (Гуанчжоу)          | 254 774   | 254 774   |
| 6                | Sunmei Group (Циндао)                    | 250 000   | 150 856   |
| 7                | New Century Hotels and Resorts (Ханчжоу) | 109 365   | 89 531    |
| 8                | Narada Hotel Group (Ханчжоу)             | 46 000    | 36 075    |
| 9                | Funyard Hotels and Resorts (Фошань)      | 42 619    | 32 088    |
| 10               | Shangri-La Hotels and Resorts (Гонконг)  | 41 600    | 40 000    |
| 11               | HK CTS Hotels (Пекин)                    | 40 218    | 38 477    |
| 12               | Zhuyou Hotel Group (Ханчжоу)             | 40 064    | 48 155    |
| 13               | Jinling Hotels and Resorts (Нанкин)      | 40 000    | 38 225    |

### Гонконгские сети
На китайском и международном гостиничном рынке очень активны гонконгские сети. К крупным компаниям относятся Shangri-La Hotels and Resorts, Mandarin Oriental Hotel Group, Langham Hospitality Group и Hongkong and Shanghai Hotels, к средним — Wharf Hotels, Harbour Plaza Hotels and Resorts, Regal Hotels International, Miramar Hotel and Investment, Swire Hotels, Sino Hotels и Ovolo Hotels.

## Иностранные сети

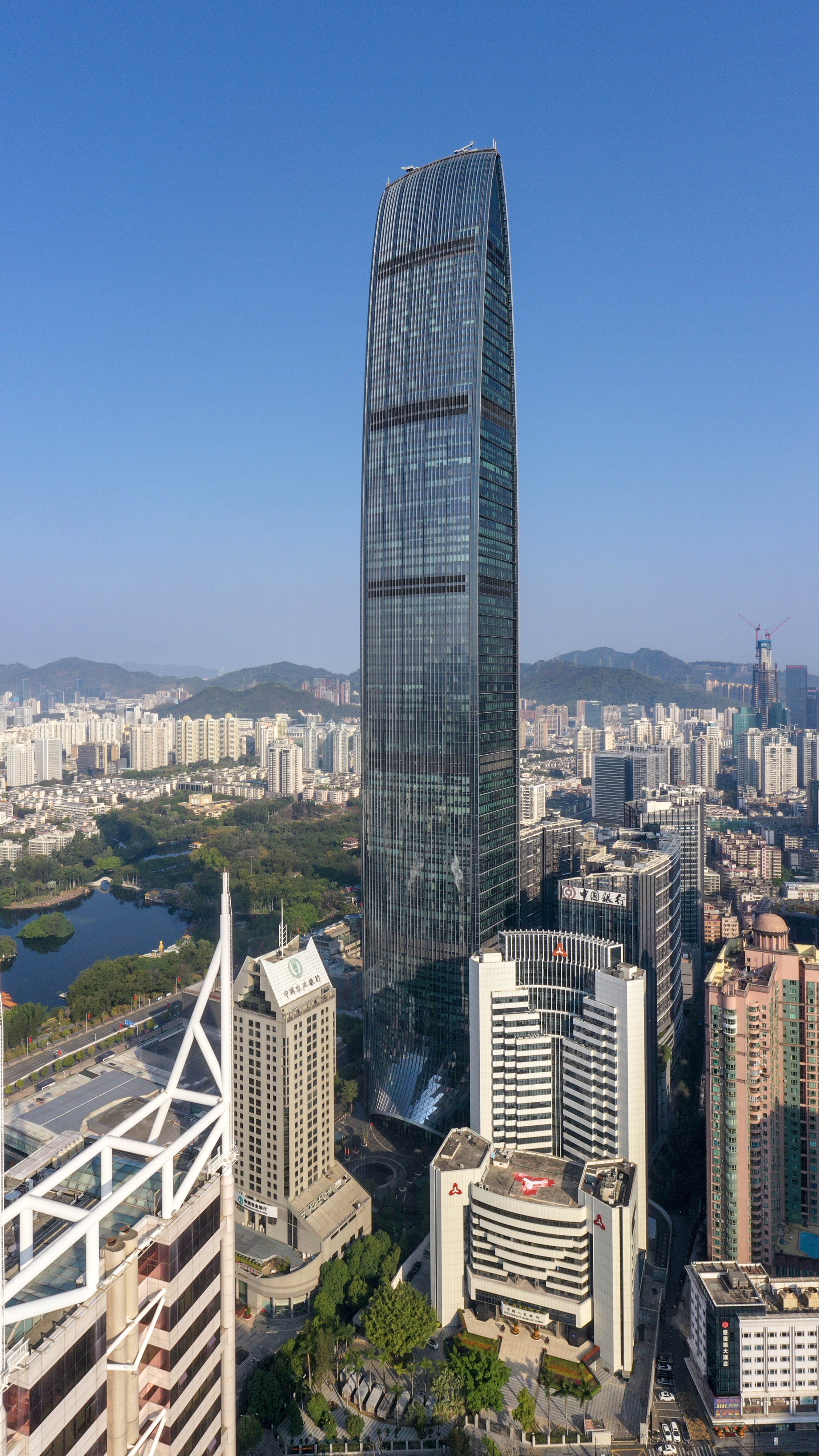
Небоскрёб KK100, часть которого занимает гостиница сети St. Regis

Наибольшая концентрация международных гостиничных сетей наблюдается в городах-триллионниках, которые являются крупнейшими центрами туризма, проведения выставок и конференций. По состоянию на 2020 год крупнейшими иностранными гостиничными сетями на китайском рынке управляли Marriott International (около 140 тыс. номеров) и индийская группа Oyo Rooms (114 585 номеров).  
Крупнейшими иностранными игроками на китайском гостиничном рынке являются:
- Marriott International (США) — сети отелей Marriott, JW Marriott, Westin, The Ritz-Carlton, W Hotels, St. Regis, Courtyard, Sheraton, Renaissance, Four Points, Le Méridien[18].
- Hilton Worldwide (США) — сети отелей Conrad, Waldorf Astoria, Hilton, Hilton Garden, DoubleTree, Hampton, Embassy Suites и Curio Collection.
- InterContinental Hotels Group (Великобритания) — сети отелей InterContinental, Regent, Crowne Plaza, Holiday Inn, Holiday Inn Express.
- Wyndham Hotels & Resorts (США) — сети отелей Registry, Wyndham Grand, Wyndham, Wyndham Garden, Days Inn, Ramada, Howard Johnson, Super 8 и Travelodge.
- Accor (Франция) — сети отелей Raffles, Fairmont, Sofitel, Mercure, Grand Mercure, Mövenpick, Pullman, Swissôtel, Novotel и Ibis.
- BWH Hotel Group (США) — сети отелей Best Western, WorldHotels и Surestay.
- Hyatt Hotels Corporation (США) — сети отелей Park Hyatt, Grand Hyatt, Hyatt Regency, Hyatt Place и Hyatt.
- The Ascott Limited (Сингапур) — сети отелей Ascott, Ascott The Residence и Citadines.
- Banyan Tree Holdings (Сингапур) — сети отелей Banyan Tree и Angsana.
- Minor Hotels (Таиланд) — сети отелей Anantara, Avani, Oaks, Elewana, Tivoli и NH.
- Pan Pacific Hotels and Resorts (Сингапур) — сеть отелей Pan Pacific.
- Four Seasons Hotels and Resorts (Канада) — сеть отелей Four Seasons.
- Kempinski (Швейцария) — сеть отелей Kempinski.

## Региональные рынки

### Хайнань

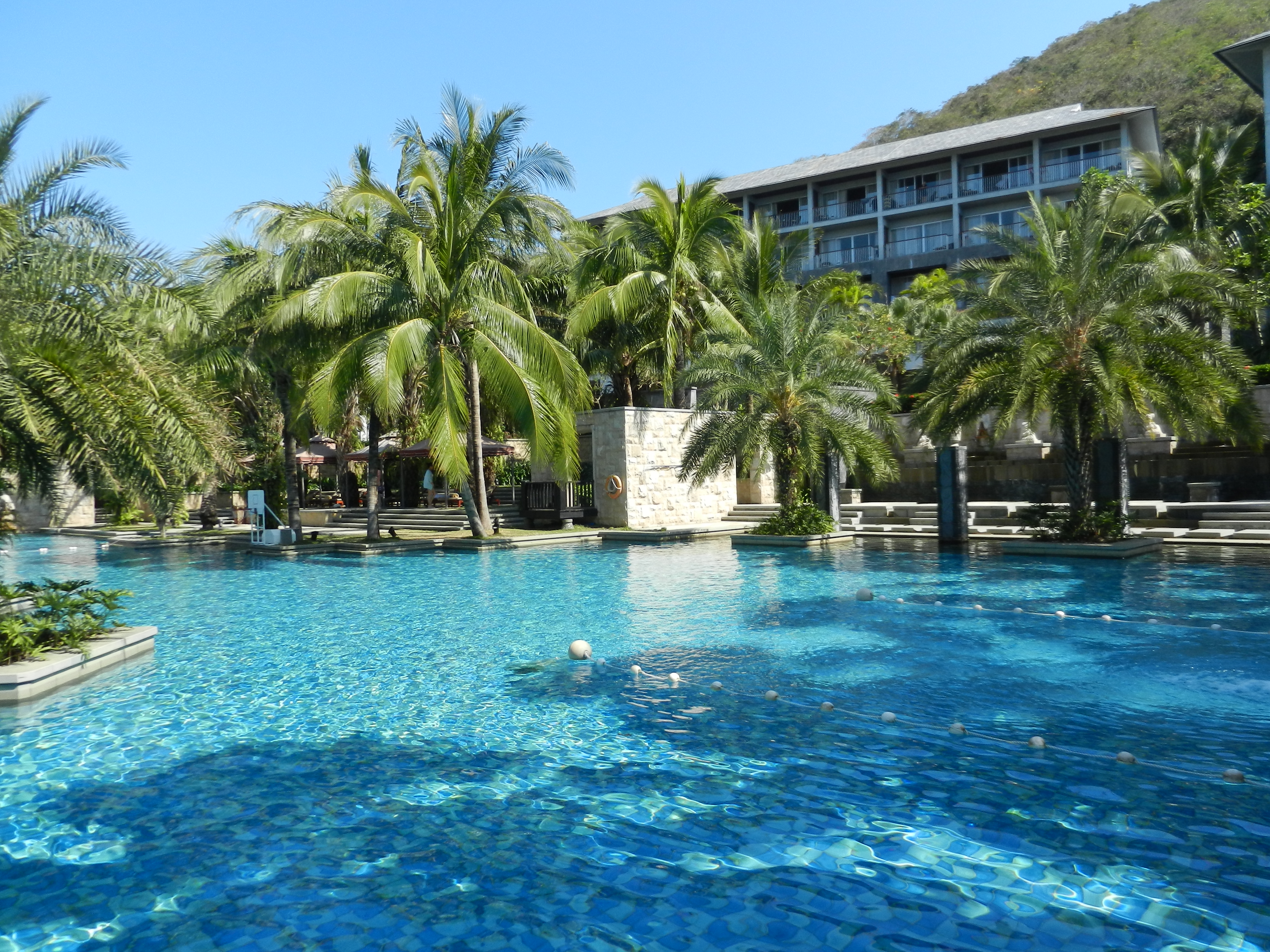
Курортный отель Mandarin Oriental в Санья

Островная провинция Хайнань является крупнейшим морским курортом Китая. Тропический климат, песчаные пляжи и беспошлинная торговля привлекают сюда многочисленных китайских и иностранных туристов. По итогам 2017 года провинция приняла свыше 67 млн туристов, в 2020 году — более  64,5 млн, в 2021 году — более 81 млн. На острове преобладают пятизвёздочные курортные комплексы, включающие отели, рестораны, бары, спа-салоны, фитнес-залы, теннисные корты, бассейны и частные пляжи; большие инвестиции вкладываются также в развитие аквапарков, океанариумов, парков развлечений и гольф-клубов.
По состоянию на конец 2016 года на Хайнане насчитывалось 4 тыс. гостиниц, из которых 123 являлись пятизвездочными. На острове работали 25 международных гостиничных групп, под управлением которых находилась 61 известная гостиничная сеть.
По состоянию на 2022 год на Хайнане работали гостиницы международных брендов JW Marriott, Marriott, Pullman, The Westin, Sheraton, Four Points, Wyndham, Wyndham Garden, Wyndham Grand, Ramada Encore, Ramada Plaza, Wingate, Holiday Inn Resort, Hilton, Hilton Garden, Hampton, Sofitel, Hyatt Place, The Langham, Wanda, Metropolo, Vienna и J Hotel.

### Макао

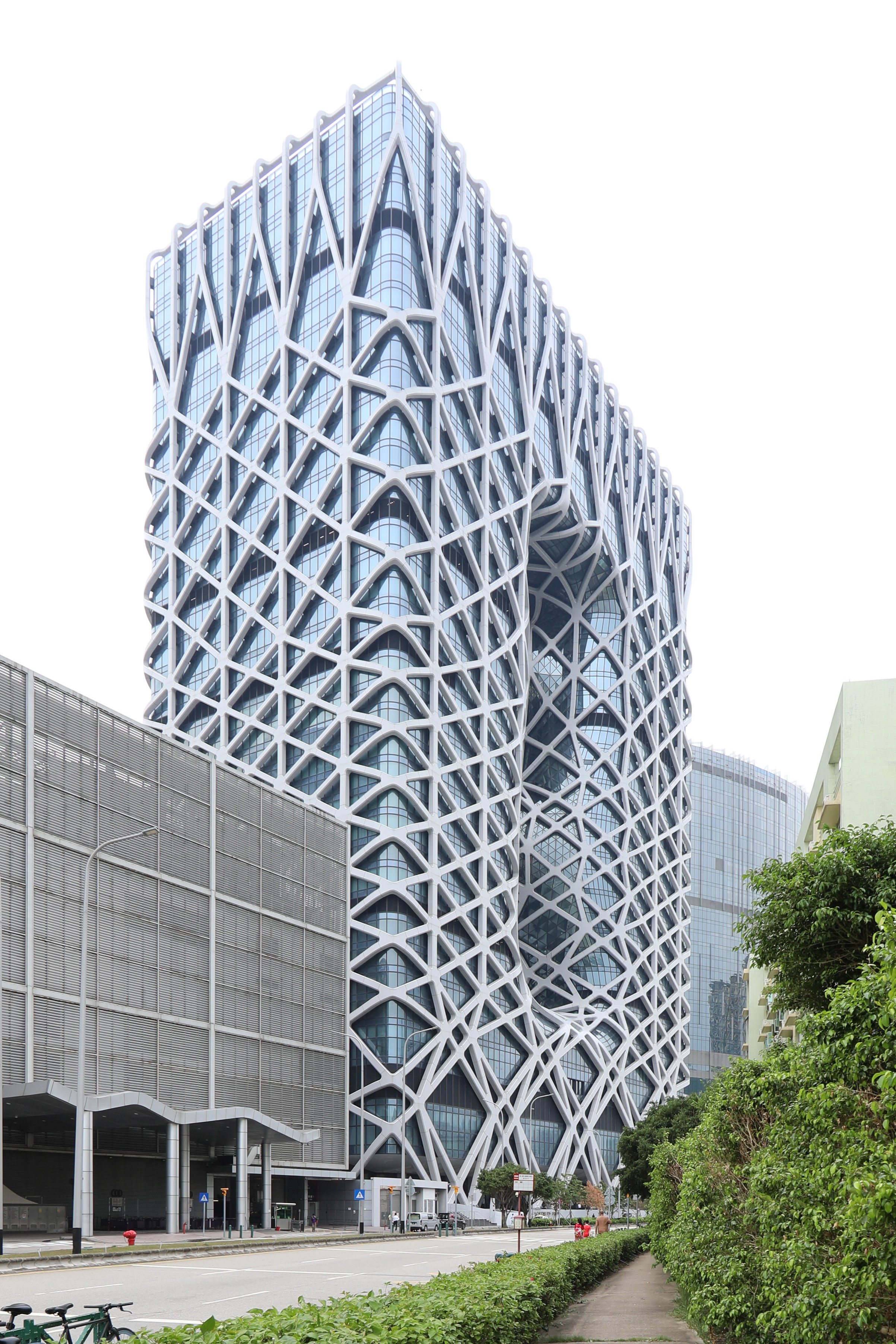
Отель Morpheus в Макао

Макао является крупнейшим игорным центром Азии, на гостиничном рынке города представлены как операторы казино, так и чисто гостиничные сети. Крупнейшими игроками являются SJM Holdings / Shun Tak Holdings (Макао), Galaxy Entertainment Group (Гонконг), Melco Resorts & Entertainment (Гонконг), Las Vegas Sands (США), MGM Resorts International (США) и Wynn Resorts (США).
Большинство сетевых отелей входят в состав игорных комплексов, принадлежащих вышеуказанным корпорациям. В Макао работают гостиницы международных брендов Four Seasons, Mandarin Oriental, The Ritz-Carlton, Grand Hyatt, JW Marriott, St. Regis, Sheraton, Crowne Plaza, Sofitel, Conrad, Okura, Ascott, Banyan Tree, Metropark, Holiday Inn, Holiday Inn Express и Jinjiang Inn.